# Eumeu

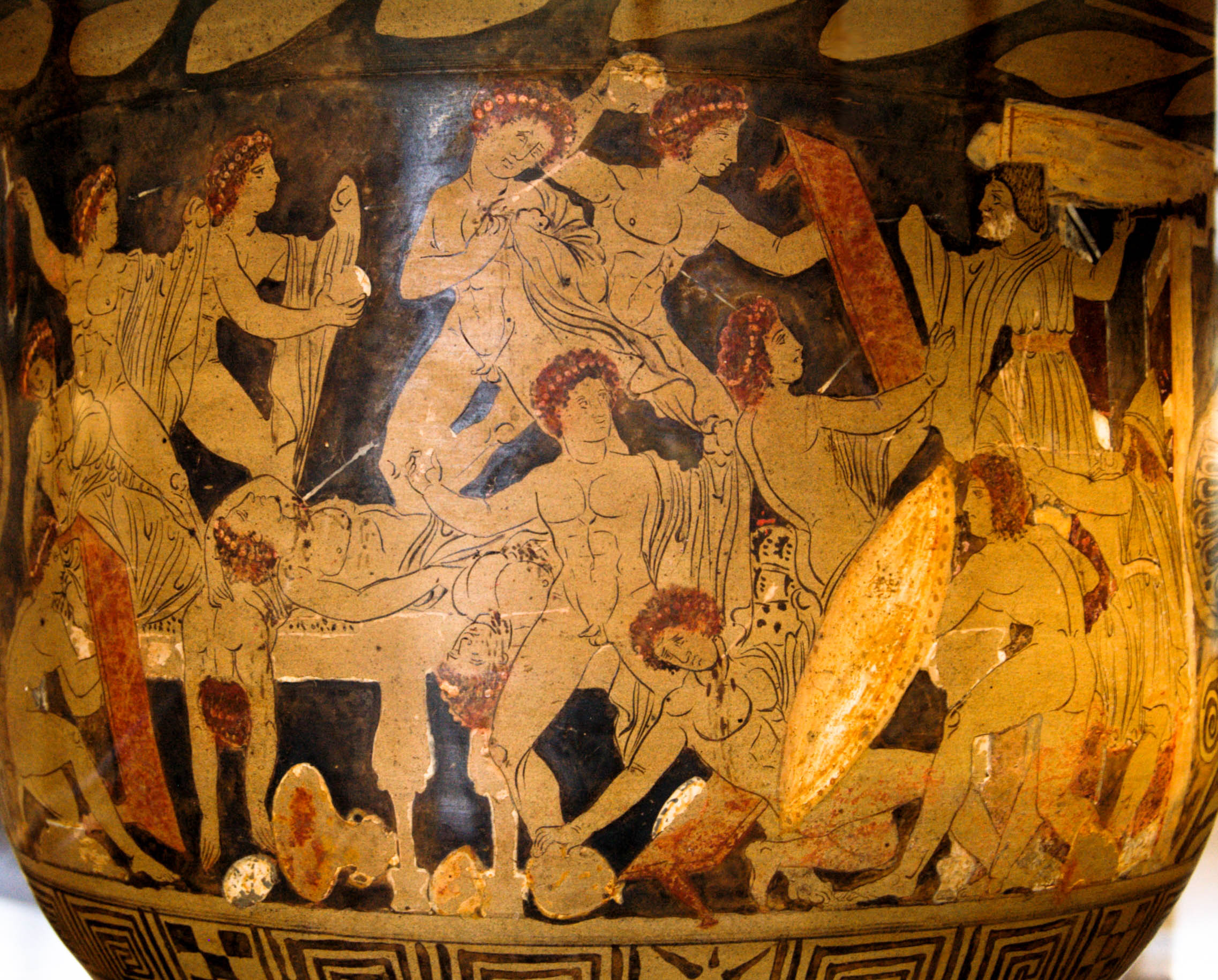
Odisseu, Telèmac i Eumeu (a la dreta) matant els pretendents

Eumeu (en llatí: Eumaeus, en grec antic: Εὔμαιος) va ser, segons Homer a l'Odissea, el porquer d'Odisseu, que s'havia mantingut fidel al seu senyor per amor a Penèlope i a Telèmac, i que, a les possessions que Odisseu tenia a Ítaca s'esforçava tant com podia per conservar els seus béns.
Era fill de Ctesi, rei de l'illa de Siros, una de les Cíclades. Quan encara era nen, el van confiar a una esclava fenícia que estava d'acord amb uns pirates. L'esclava va raptar el nen i el va vendre com a esclau a Laertes, el pare d'Odisseu. Quan aquest va tornar a Ítaca, seguint el consell d'Atena va a trobar primer Eumeu, que li va fer d'intermediari per a «reconquerir» el seu palau. Eumeu és el primer a rebre'l i l'introdueix entre els pretendents disfressat de pidolaire.